# Gontrodo Pérez
Gontrodo Pérez (c. 1110-Monasterio de Santa María de la Vega, Oviedo, 26 de junio de 1186), llamada Gontrodo Petri en la documentación coetánea, fue la amante del rey Alfonso VII de León, con quien tuvo a Urraca la Asturiana, reina consorte de Pamplona por su matrimonio con el rey García Ramírez. 

## Relaciones familiares
Fue hija del magnate asturiano Pedro Díaz de Valle y María Ordóñez. Sus abuelos paternos fueron Diego Gutiérrez y Gotina Pérez, y los maternos Ordoño Álvarez, alférez real y descendiente del infante Ordoño Ramírez el Ciego, y Gontrodo Sol Rodríguez. Su padre fue tenente de las Torres de León y del valle de Mansilla. Por consiguiente, los progenitores de Gontrodo no fueron, según sostienen algunos autores, simplemente miembros de la nobleza rural asturiana. Gontrodo tuvo varios hermanos, entre ellos a Diego Pérez Obregón de quien desciende el linaje de los Álvarez de Asturias. Entre los miembros de este linaje se incluyen el cardenal Ordoño Álvarez así como Rodrigo Álvarez de las Asturias.

## Descendencia
Gontrodo casó con Gutierre Sebastiániz «potestas» o tenente de Aguilar, fortaleza cercana a Oviedo, quien aparece por última vez en 1137 en la documentación del Monasterio de San Salvador (Celorio). De este matrimonio nacieron tres hijos:
- Sebastián Gutiérrez
- Diego Gutiérrez
- Aldonza Gutiérrez

Estando casada, Gontrodo tuvo un idilio y fue la amante de Alfonso VII. Estas relaciones tuvieron lugar en 1132 cuando el rey estaba en la región sofocando una de las varias rebeliones del conde Gonzalo Peláez. Fruto de esta relación, en 1133 nació Urraca, quien contrajo matrimonio con el rey García Ramírez de Pamplona.

## Fundación del Monasterio de Santa María de la Vega y últimos años
El 13 de octubre de 1153, Gontrodo fundó el monasterio de Santa María de la Vega en una vega del rey, de ahí su nombre. Su hija Urraca, ya viuda y de vuelta en Asturias, confirmó el documento fundacional que también contó con el consentimiento del rey.  Las propiedades con las que dotó al monasterio eran todas de su patrimonio; bienes que había recibido del emperador y otros que tenía de sus progenitores.  Empezó siguiendo la regla de Fontevrault (poco común en España), según las disposiciones de Gontrodo. Hacia el año 1283, el cenobio ya había abandonado dicha regla y había adoptado la benedictina.
Profesó como monja en dicho monasterio.  Ahí vivió el resto de su vida hasta que falleció el 26 de junio de 1186 y fue enterrada en el presbiterio en un sarcófago de 1,04 por 0,70 metros tallado con figuras de aves y perros enlazados con tallos y follajes.
El convento fue abandonado el 31 de julio de 1854 por orden de la Junta Provisional de Gobierno de Asturias y el Ayuntamiento de Oviedo.  Posteriormente, aprovechando el patio central y otras estancias se construyó la fábrica de armas. Del monasterio que fundó solo se conserva el pórtico de la capilla de Santa Bárbara. Las pocas monjas  que ahí habitaban se trasladaron al monasterio de San Pelayo y allí llevaron también los restos de Gontrodo. La lápida que estaba sobre su sepulcro en la iglesia del monasterio está ahora en el museo arqueológico de Asturias. Una traducción de su epitafio (el original está en latín) sería:

Oh muerte, sobrado justa, que a nadie sabes perdonar: si hubieses obrado con menos rectitud hubieras parecido más justa, pues igualando a Gontrodo con los demás mortales, con quienes no era igual por sus méritos, has quitado, con menos justicia, la vida, a quien no debías quitarla. Mas no murió Gontrodo; pasó por tu medio a una nueva vida, y es todavía la esperanza de su familia; la honra de su patria y el espejo de las mujeres. No murió, se nos escondió solamente, porque habiéndose hecho con sus méritos superior a los demás mortales, no debía estar en este mundo. Trocó la Vida de esta tierra con la del Cielo el año de la Era 1224

## Algunas donaciones documentadas
- El 11 de marzo de 1143, Gontrodo Petri donó al monasterio de San Vicente la villa de Ambás y media heredad en Tedaga con la condición de que estas propiedades no pudiesen ser vendidas ni dadas en prestimonio. Confirman el documento: (1ª columna) Diego, Ordoño, Gonzalo, y Rodrigo Pérez (sus hermanos); (2ª columna) Sebastián Gutiérrez, Diego Gutiérrez, Urraca Alfonso, y Aldonza Gutiérrez (sus hijos).[20]

- El 17 de abril de 1147, Gontrodo Petri donó al monasterio de San Vicente la heredad de Entrático que le había sido donada por el emperador Alfonso. Confirman la donación (1ª columna) Sebastián, Diego, y Aldonza Gutiérrez (sus hijos); (2ª columna) regina Urraca Adefonsi.[21]

- El 13 de octubre de 1153, Gontrodo Petri, acompañada por su hija Urraca, fundó el  monasterio de Santa María de la Vega y lo sometió a la congregación de Fontevrault.[22]

Según la profesora Margarita Torres, «...tal primacía de unos desconocidos Gutiérrez (Sebastián, Diego, y Aldonza) sobre su tío Suero Ordóñez y sus hermanos (...) no es factible salvo en el caso de ser hijos de Gontrodo Pérez».